# Lauraesilpha chazeaui
Lauraesilpha chazeaui är en kackerlacksart som beskrevs av Philippe Grandcolas 1997. Lauraesilpha chazeaui ingår i släktet Lauraesilpha och familjen storkackerlackor.
Artens utbredningsområde är Nya Kaledonien. Inga underarter finns listade i Catalogue of Life.